# Margaretha Grosser

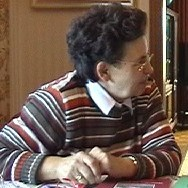
Margaretha Grosser (2004)

Margaretha Grosser, Pseudonyme: Gretchen Grosser, Gräitje uut Roomelse (* 20. September 1934 in Ramsloh, Saterland; † 20. Juli 2019) war eine deutsche Autorin und Übersetzerin verschiedener Bücher in saterfriesische Sprache.
Sie übersetzte vor allem Kinderbücher und schrieb Geschichten, Lieder, Märchen und Gedichte auf. Grosser begann mit dem Schreiben, als sie in Rente ging. Zusätzlich zu ihren Büchern veröffentlichte sie ihre Geschichten in den beiden Regionalzeitungen Nordwest-Zeitung und Rhauderfehntjer General Anzeiger.
Grosser hatte vier Kinder. Sie starb am 20. Juli 2019.

## Werke
- Dööntjen un Fertälstere uut Seelterlound, Band 1, Ramsloh 1992, 56 S.
- Dööntjen un Fertälstere uut Seelterlound, Band 2, Ramsloh 1993, 60 S.
- Dööntjen un Fertälstere uut Seelterlound, Band 3, Ramsloh 1994, 58 S.
- Die littje Häwelmon, Bäärsel 1993, 23 S.
- Sienke Koodiegel fertäld. Mäd Bielden fon Ulli Bohmann, 1994, 24 S.
- Wie sjunge Seelterfräisk, Seelter Läidertexte, Mildaam 1998, 64 S.
- Robin Hood, übersetzt von Gretchen Grosser, Ingeborg Einhaus (Remmers) und Johanna Evers. Jens Quedens Verlag, Amrum, 1998. 16 S.
- Seelter Märchenbouk, 1999, 48 S.
- Geschichten, Gedichte un Läidere fon Sunnerkloas tou Kööntje, Ramsloh 2001, 50 Seiten
- Margeriten uut min Tuun, Barßel 2001, 108 S.
- Seeltersk Leesebouk foar littje Bäidene, Ramsloh 2002, 32 S.
- Mien Tuunschiere, Seelterfräisk Leesebouk, Ramsloh 2005, 68 S.
- Seelterfräisk Soang- un Beedebouk, 2009, 48 S.
- Die litje Prins, Ramsloh 2009, 95 S.
- Tuusterpäiter, 2010, 32 S.
- Fon dän Fisker un sien Wieuw, Selbstverlag, 39 S.
- Do Dierte bie ju groote Buurensteede an 'n Diek, 2012, 50 S.